# Kentford
Kentford is een civil parish in het bestuurlijke gebied Forest Heath, in het Engelse graafschap Suffolk met 420 inwoners.